# 284 هـ
284 هـ هي سنة في التقويم الهجري امتدت مقابلةً في التقويم الميلادي بين سنتي 897 و898.

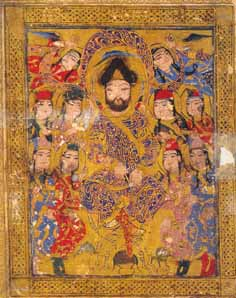
أبو الفرج الأصفهاني

## مواليد
- أبو الفرج الأصفهاني
- ركن الدولة البويهي
- أبو سعيد السيرافي

## وفيات
- سعيد بن جودي[5]